# Pseudomeloe gracilior
Pseudomeloe gracilior es una especie de coleóptero de la familia Meloidae.

## Distribución geográfica
Habita en Tucumán (Argentina).